# Sigara nigrolineata
Sigara nigrolineata är en insektsart som först beskrevs av Franz Xaver Fieber 1848.  Sigara nigrolineata ingår i släktet Sigara, och familjen buksimmare. Arten är reproducerande i Sverige.